# Публий Нумиторий
Публий Нумиторий (Publius Numitorius) е политик на Римската република през 5 век пр.н.е.
Произлиза от плебейската фамилия Нумитории. Вероятно е син на Луций Нумиторий (народен трибун 470 пр.н.е.). Той е чичо на момичето Вергиния, годеницата на Луций Ицилий, към която има интерес през 451 пр.н.е. децемвирът Апий Клавдий Крас.
През 449 пр.н.е. той е народен трибун заедно с още девет колеги: Гай Апроний, Луций Ицилий, Марк Дуилий, Гай Опий, Марк Помпоний, Гай Сициний, Марк Тициний, Луций Вергиний и Апий Вилий.
Той е в опозиция на децемвира Спурий Опий Корницен.
От 451 пр.н.е. Рим се управлява чрез децемвират Decemviri Consulari Imperio Legibus Scribundis.
Понеже вторите децемвири (от 450 до 449 пр.н.е.) не искат да напуснат след свършването на мандата им, започва бунт на населението против децемвирата, който насила смъква децемвирите от 449 пр.н.е. Така се прекратява съществуването на децемвирата и се въвежда отново magistratus ordinarii.